# دينا مرعد
الأميرة دينا مرعد (الاسم عند الولادة: دينا محمد خليفة) هي ناشطة أردنية من أصول فلسطينية في مجال الصحة، وناشطة خيرية، وعضوة في البيت الهاشمي من خلال زواجها بالأمير مرعد بن رعد. كانت سابقا المديرة العامة لمؤسسة الحسين للسرطان وأول عربية مسلمة غير مختصة بالقطاع الطبي تشغل موقع رئيس اتحاد السيطرة الدولية على السرطان. كما أنها تواصل جهودها المبذولة في سبيل السيطرة على مرض السرطان في البلدان النامية.
في سبتمبر 2011، تم انتخابها لإلقاء خطاب رئيسي نيابة عن كامل المجتمع المدني في افتتاح أول اجتماع رفيع المستوى للجمعية العامة للأمم المتحدة حول الأمراض غير المعدية.
في سبتمبر من عام 2018، تم اختيار الأميرة دينا مرة أخرى للتحدث في الاجتماع الثالث رفيع المستوى بشأن الأمراض غير السارية باعتبارها «البطل البارز في مكافحة الأمراض غير المعدية» بشأن الوقاية من الأمراض غير المعدية ومكافحتها.

## التعليم
تلقت الأميرة دينا تعليمها في المدرسة الوطنية الأرثوذكسية في عمان، وبعد ذلك واصلت تعليمها في إنجلترا في مدرسة ويستونبيرت للبنات في غلوسترشاير حيث أكملت شهاداتها في المستوى O و A. حصلت الأميرة دينا على درجة البكالوريوس في المحاسبة والتحليل المالي من جامعة وارويك بإنجلترا (1985-1988) والماجستير من جامعة ريدينج، إنجلترا (1991).

## المهنة
رئيسة الاتحاد الدولي لمكافحة السرطان (UICC) (أكتوبر 2018 - 2020) 
تم انتخاب الأميرة دينا رئيسًا للاتحاد الدولي لمكافحة السرطان (UICC) في عام 2018 - وهي أكبر منظمة عالمية لمكافحة السرطان. وكشهادة على قيادتها المتميزة، أصبحت أول شخصية عربية تنتخب في هذا المنصب. قبل ذلك، شغلت منصب الرئيس المنتخب بين عامي 2016 و 2018.
قبل رئاستها في UICC ، عملت الأميرة دينا على النحو التالي:
- عضو في الفريق الاستشاري الرئاسي للاتحاد الدولي لمكافحة السرطان (UICC)
- سفيرة برنامج سفراء الإعلان العالمي للسرطان

مؤسسة الملك حسين للسرطان (2002 - يونيو 2016)
أنشأت الأميرة دينا كل البنية الأساسية، الهيكل ووظيفة مؤسسة الملك حسين للسرطان (KHCF) وقادت المنظمة من عام 2002 حتى يونيو 2016. حولت الأميرة دينا المؤسسة غير الربحية من خلال أنجح حملة لجمع التبرعات على مستوى القاعدة الشعبية لجميع جهود مكافحة السرطان في الأردن وأرستها ضمن علامة تجارية رائدة عالميًا في مجال التطوير والدعوة والتوعية العامة بالكشف المبكر والوقاية وتغطية السرطان ودعم المرضى. أصبح المؤسسة نموذجًا يحتذى به ليس فقط في الأردن ولكن أيضًا في الحركة العالمية للأشخاص المصابين بالسرطان.
الدعوة المحلية لمكافحة السرطان
الأميرة دينا هي شخصية قيادية وعالمية في مجال الدعوة لصالح مرضى السرطان وعائلاتهم.
عملت الأميرة دينا كرئيس فخري لبرنامج الأردن لسرطان الثدي (JBCP) 2006-2016 . حتى الآن، يظل JBCP أنجح برنامج وطني للكشف والفحص المبكر، وينقذ حياة الآلاف من النساء.
الأميرة دينا هي مدافعة عنيفة في مكافحة التبغ، في كل من الأردن والعالم.
لدعوة العالمية لمكافحة السرطان
- على مستوى العالم، تعد الأميرة دينا داعية معروف ومحترم لمكافحة السرطان والأمراض غير السارية.
- في سبتمبر 2011، تم انتخاب الأميرة دينا لإلقاء خطاب رئيسي [4][25] نيابة عن كل المجتمع المدني في افتتاح الاجتماع الرفيع المستوى الأول للجمعية العامة للأمم المتحدة حول الأمراض غير المعدية.
- في سبتمبر من عام 2018، تم اختيار الأميرة دينا مرة أخرى للتحدث في الاجتماع الثالث رفيع المستوى حول الأمراض غير السارية باعتبارها «البطل البارز لمكافحة الأمراض غير المعدية» بشأن الوقاية من الأمراض غير المعدية ومكافحتها.[5][26]

الأدوار الدولية البارزة:
- السفير العالمي للحافظات الخالية من التبغ (حاليًا) [27]
- عضو فخري في فرقة العمل المتوسطية لمكافحة السرطان في إيطاليا (الحالية) [18]
- الرئيس الفخري لفرقة العمل العالمية بجامعة هارفارد من أجل توسيع نطاق الوصول إلى مكافحة السرطان ورعايته في العالم النامي (2009-2013) [28][29]
- سفير التحدي العالمي لموقع العمل الخالي من التدخين [30]

عضو في المجلس الاستشاري لطفل الأمراض غير السارية 

## الجوائز والتكريمات
- 2018: منحت جائزة «المرأة العربية» المرموقة لعام 2018 عن «إنجازاتها في القيادة العالمية في مكافحة السرطان» من منظمة لندن العربية التي تكرم وتعترف بالنساء العربيات الاتي أحدثن تأثيرًا ملحوظًا في مجالات مختلفة ليس فقط على حياة الجميع في مجتمعهم ولكن أيضا في جميع أنحاء العالم.[32]
- 2018 منحت لقب «الدكتوراه الفخرية» من قبل الجامعة الطبية المرموقة في أسونسيون - باراجواي، تقديراً لجهودها العالمية في مكافحة السرطان.[33]
- 2017: منحت «أنثى العام 2017- الجائزة الذهبية للتميز» من «مجلس المرأة العربية»، تقديراً لجهودها المتميزة في مجال المسؤولية الاجتماعية في العالم العربي.[34]
- 2016 منحت لقب «دكتوراه فخرية» من جامعة يريفان الحكومية الطبية المرموقة (YSMU) في أرمينيا، تقديراً لجهودها العالمية في مكافحة السرطان.[35][36]
- 2016: تم اختيارها لأول مرة على قائمة سوزان جي كومن، أكثر من قائمة الوردي لأولئك الذين أحدثوا تأثيرًا كبيرًا في الكفاح من أجل إنهاء سرطان الثدي.[37][38]
- 2016 أكتوبر حصلت على «شخصية عام 2016 في مكافحة سرطان الثدي» من قبل جمعية زهرة سرطان الثدي في المملكة العربية السعودية. [17]
- 2015 حاصل على ميدالية الشرف للوكالة الدولية لأبحاث السرطان (IARC) تقديراً لقيادتك البارزة والدعوة لمكافحة السرطان في جميع أنحاء العالم.[39]

## المنشورات
- «تحديات توفير الوصول إلى رعاية السرطان: الأردن، قصة نجاح من قلب العالم النامي». مكافحة السرطان - رعاية السرطان في النظم الصحية الناشئة، 2013. [40]
- «لماذا نحن وديعون للغاية في المطالبة بالعلاج من الأمراض غير المعدية؟» . هافينجتون بوست، 2012. [41]
- «دفع ثمن باهظ». Deloitte ME، ME POV issue 3.2010. [42]
- توسيع رعاية مرضى السرطان ومكافحتهم في البلدان ذات الدخل المنخفض والمتوسط: دعوة إلى العمل، The Lancet ، المجلد 376، رقم 9747، p1186-1193، 2 أكتوبر 2010. [43]
- «اليوم العالمي لعدم التدخين... أين نحن الآن؟ تأملات من خلال شاشة الدخان». مدونة جسور العالم، 2014. [44][45]
- «محاربة السرطان الآخر... سرطان العار»، أخبار عمون، يوليو 2013. [46]

## الحياة الشخصية
تزوجت الأميرة دينا من الأمير مرعد بن رعد، ابن الأمير رعد بن زيد والأميرة ماجدة رعد. لديهم ثلاثة أطفال: الأميرة شيرين بنت مرعد والأمير راكان بن مرعد والأمير جعفر بن مرعد. كونها أمًا لطفل ناج من السرطان، أدى إلى إلهاما عملها في أبحاث السرطان ومكافحته والوقاية منه. لعبت الأميرة دينا كرة السلة طوال حياتها المدرسية والحياة الجامعية.